# روجر الثالث ملك صقلية
روجر الثالث (1175 - 24 ديسمبر 1193) كان ابن ووريث تانكريد الأول من سيبيلا أتشيرا. أصبح دوق بوليا ربما في 1189 مع خلافة والده.